# 土山镇 (邳州市)
土山镇，是中华人民共和国江苏省徐州市邳州市下辖的一个乡镇级行政单位。

## 行政区划
土山镇下辖以下地区：
街北村、街南村、黄山村、吴庄村、张宋村、宋圩村、苏庄村、聂阁村、孙庄村、刘井村、薛集村、李庄村、夹河村、吕台村、陈李村、娄楼村、卢庄村、曹楼村、魏庄村、薛庄村和河西村。